# Redakai cucerește Kairu
Redakai cucerește Kairu (engleză Redakai: Conquer the Kairu, cunoscut de asemenea ca Redakai: Lokar's Shadow în sezonul 2 și simplu ca Redakai) este un serial de animație creat de Vincent Chalvon-Demersay și David Michel și coprodus de Spin Master Entertainment din Canada și Marathon Media din Franța. Serialul a avut premiera pe 9 iulie 2011 în Canada pe YTV, pe 16 iulie 2011 în Statele Unite pe Cartoon Network și pe 22 octombrie 2011 în Franța pe Canal J și Gulli. La fel ca Spioanele și Martin Mystery, care au fost de asemenea produse de Marathon Media, stilul de animație al serialului s-a influențat din anime.

## Despre serial
Universul a fost zguduit de un cataclism extraordinar, maeștrii Baoddai și Lokar s-au luptat pentru a deține controlul asupra energiei Kairu, o planetă a fost distrusă și Lokar a fost exilat. Energia universală Kairu a fost strânsă într-un vas, protejat de Redakai, dar vasul se sparge în urma unui atac, iar energia este împrăștiată prin Univers. Acum, echipele de războinici Redakai și Lokar caută neîncetat de-a lungul și de-a latul Universului, încercând să adune din nou energia Kairu pentru a o pune în slujba binelui...sau a răului.
Personajul principal, Ky, un tânăr de 15 ani, pasionat de stiluri vechi de arte marțiale. Ky pornește într-o aventură incredibilă pentru a găsi Kairu, o forță extraterestră de energie. Cu ajutorul prietenilor lui - Maya și Boomer - va călători de-a lungul și de-a latul lumii pentru a găsi și a proteja Kairu de adolescenții rivali care nu au deloc intenții bune. Ky își dorește foarte tare să devină cel mai mare războinic Kairu din toate timpurile - un Redakai.

## Legături externe
- Redakai cucerește Kairu la Internet Movie Database
- Site oficial Arhivat în 23 aprilie 2011, la Wayback Machine.
- Pagină oficială pe Cartoon Network Arhivat în 25 august 2011, la Wayback Machine.
- Jocuri de Redakai Arhivat în 20 decembrie 2013, la Wayback Machine.